# Frances Stackhouse Acton
Frances Fanny Stackhouse Acton (nacida Knight; 7 de julio de 1794-24 de enero de 1881) fue una botánica, ilustradora, arqueóloga, escritora y artista inglesa. Su padre, el destacado botánico, Thomas Andrew Knight, la animó en su educación y la incluyó en sus experimentos. Se casó con un terrateniente más viejo y, como no tuvieron hijos, cuando murió siguió sus propios intereses, que incluían arqueología y arquitectura. Excavó una villa romana, construyó una serie de edificios; y, salvó a otros que necesitaban reparación. También se interesó en puesta en valor de edificios y finalmente publicó un libro de caridad Los Castillos & Mansiones Viejas de Shropshire.

## Primeros años

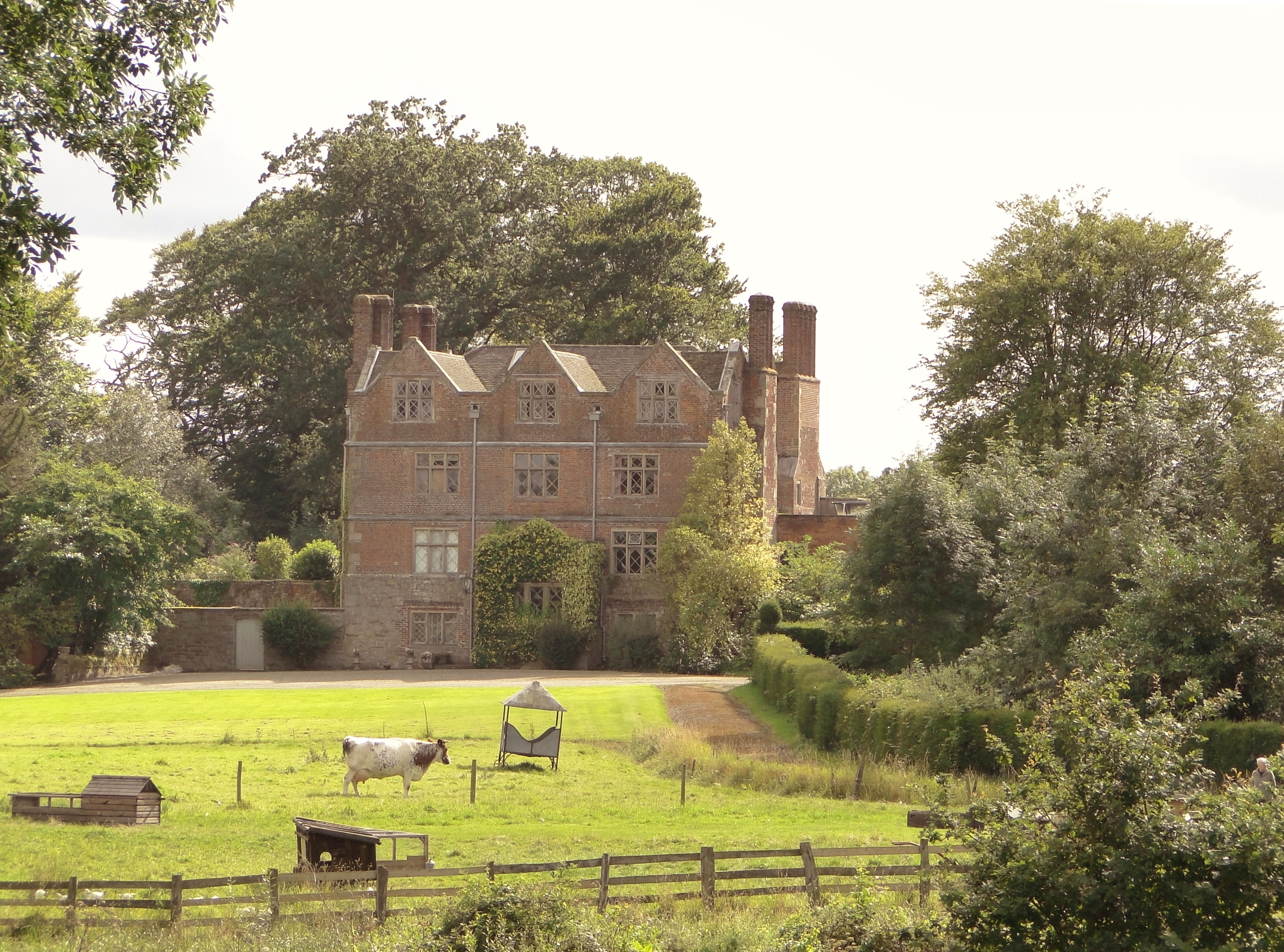
Acton Scott Hall, donde Frances Stackhouse Acton ocupó la mayoría de su vida

Stackhouse Acton nació Frances Knight, conocida como Fanny, el 7 de julio de 1794 en Elton Hall, Elton, Herefordshire. Sus padres Thomas Andrew Knight, un destacado botánico , y de Frances, cuya familia poseyó la finca Elton. Era la hija mayor, con dos hermanas, Elizabeth y Charlotte, junto con un hermano, Thomas. En 1808, con su familia se mudaron a Downton Castle en Herefordshire, el cual había sido construido por su bisabuelo, Richard y lo poseyó su tío Richard Payne Knight. Su padre alentó fuertemente a educarse a ella y a sus hermanos; y, se lo cita al recordarlo "las horas pasadas con él en su estudio, o en su jardín, como entre los recuerdos más felices".
En enero de 1812, con 18, se casó con Thomas Pendarves Stackhouse, de 43 años, en Old Downton Church en Downton. La pareja se mudó a Acton Scott Hall, una posesión de su suegra, aunque era de una condición pobre. Así Thomas Stackhouse heredó Acton Scott Hall de su madre cuándo fallece en 1834. Su marido murió en 1835; y, como no tuvieron ningún hijo, Stackhouse Acton heredó esa propiedad.

## Intereses
El marido de Frances murió cuando tenía apenas 40 años. Y, como no tuvieron hijos, fue libre de seguir sus intereses. Esas afiliaciones diversas incluían en sociedades, como arquería o anti-vivisección o haciendo donaciones de rocas silurianas a la Sociedad Geológica Real de Cornualles.

### Botánica
Frances fue animada a la botánica por su padre, quién la incluía en sus experimentos hortícolas en las tierras de Downton Castle. Ilustró dos de las publicaciones de su padre que incluían tres ilustraciones, en el libro Pomona Herefordiensis y, setenta años más tarde, conjuntamente contribuyó con dibujos de manzanos en Herefordshire Pomona.
Fue considerada una "notable botánica y artista botánica", quién influyó a sus primos hermanos Emily y Charlotte en pintar temas botánicos.

### Arqueología
Una villa romana fue descubierta en las tierras de Acton Scott Hall. En 1844, Stackhouse Acton excavó la villa, junto con numerosos otros restos romanos, escribiendo sobre el proyecto en detalle al Dean de Hereford. El edificio parecía tener unos 31 metros de largo y 12,5 m de ancho, incluyendo habitaciones calentadas por un hipocausto, probablemente una casa de baño. Stackhouse Acton elaboró los planes de la villa que incluía detalles del sistema de calefacción hipocausto. Más tarde, reconstruyó parte del sistema de hipocausto de la villa en una cantera cercana. Una investigación de 2009 encontró evidencia de la villa, pero no en la ubicación precisa que Stackhouse Acton la había descrito.

### Edificios
Frances tenía un interés primario puesto en edificios. Frecuentemente pintó edificios históricos como abadías y casas, a menudo dejaba las personas o animales, en la imagen, inacabada. Reparó un número significativo de cottages en su propiedad y construyó una escuela. También creó un jardín secreto en la cantera donde construyó el sistema hipocausto. Cercano al jardín secreto,  construyó un chalé de estilo suizo. Stackhouse Acton también gastó algún tiempo actualizando Acton Scott Hall, reemplazando y extendiendo ventanas, así como traer algunas carpinterías del siglo XVII.
Tuvo un interés particular en Stokesay Castle, que había caído en mal estado, por la primera mitad del siglo XIX. En 1853,  convenció al dueño, William Craven, en pagar para restaurarlo bajo su supervisión. El coste era de £100 (valor aproximadamente £70.980 en 2015). A pesar de que logró "despejar y asegurar" el castillo, no logró contrarrestar la dilapidación y, finalmente, el castillo se vendió.

### Escrituras
Cuándo su padre murió, su familia tuvo muchas peticiones para publicar sus obras completas. Stackhouse Acton se tomó para sí compilar una colección de sus papeles, así como escribir una corta biografía en "Croquis de su vida" en la introducción.
Frances también fue autora de un trabajo de referencia, Los Castillos & Mansiones Viejas de Shropshire, cuyas ganancias las donó al Royal Salop Infirmary y The Eye & Ear Dispensary. El libro pasó a ser considerado como "muy valioso" por la Shropshire Archaeological y la Natural History Society.

## Legado
Frances falleció el 24 de enero de 1881 en Acton Scott a la edad de 86. Su necrología en The Gardeners' Chronicle señaló que tenía "amplios conocimientos de una sabiduría geológica, botánica, hortícola y anticuaria"